# Tà áo xanh
"Tà áo xanh" (hay còn gọi là bài "Dang dở") là một trong những bài hát tiền chiến nổi tiếng nhất trong sự nghiệp của nhạc sĩ Đoàn Chuẩn. Bài hát Tà áo xanh được ông viết tặng cho ca sĩ Thanh Hằng vào năm 1955.

## Hoàn cảnh ra đời
Tà áo xanh được ông viết vào năm 1955, dựa theo câu chuyện tình của ông và nữ ca sĩ Thanh Hằng (sau này là nữ nghệ sĩ Lệ Hằng). Ca sĩ Thanh Hằng lúc ấy cũng là nguồn cảm hứng để ông viết bài "Gửi gió cho mây ngàn bay" và nhạc sĩ Tuấn Khanh viết bài Chiếc lá cuối cùng. Tuy Đoàn Chuẩn sáng tác những bài hát "Tà áo xanh", "Gửi gió cho mây ngàn bay" từ cảm hứng của nữ ca sĩ Thanh Hằng, nhưng hai người đã không thừa nhận điều đó.
Nữ ca sĩ Thanh Hằng thường đi hát tại rạp hát Đại Đồng của nhạc sĩ Đoàn Chuẩn. Có một hôm, ông đã mua một rạp hát chỉ để dành riêng cho Thanh Hằng trình diễn. Cô Thanh Hằng thường hay mặc chiếc áo màu xanh và thường đưa cô đi biển Đồ Sơn. Khi vợ của nhạc sĩ Đoàn Chuẩn biết chuyện, bà đã hỏi cô Thanh Hằng, nhưng vì Đoàn Chuẩn đã có vợ con nên cô Thanh Hằng không thể nào tiến đến cuộc hôn nhân. Từ đó, Đoàn Chuẩn có viết hai bài, đó là bài "Vàng phai mấy lá" và "Tà áo xanh" để ghi nhớ lại chuyện tình ngày cũ.

## Nội dung
Nội dung bài hát Tà áo xanh nói về sự nuối tiếc của một mối tình trong mùa thu.
Gió bay từ muôn phía

Tới đây ngập hồn anh

Rồi tình lên chơi vơi

Thuyền anh một lá ra khơi

Về em phong kín mây trời

Đêm đêm ngồi chờ sáng, mơ ai...

## Phổ biến
Bài hát được nhà xuất bản An Phú phát hành vào năm 1959, sau đó được Diên Hồng tái bản vào năm 1962. Sau đó, bài hát được tái bản lại vào năm 1968.
Năm 1959, Lệ Thu đã trình diễn nhạc phẩm Tà áo xanh trong lần đầu tiên bà lên sân khấu, khi bà còn học Trung học. Sau đó, bài hát được một số ca sĩ như Tùng Dương, Nam Khánh,, Sĩ Phú, Hà Thanh,... trình diễn.
Trong bài hát "Gửi gió cho mây ngàn bay", Đoàn Chuẩn có nhắc đến Tà áo xanh trong bài hát.
Với bao tà áo xanh đây mùa thu...

## Album
- Shotguns 15 : Từ lòng quê hương
- Sĩ Phú : Tà áo xanh (1995)
- Sĩ Phú : Mắt biếc
- Ca nhạc Đoàn Chuẩn - Từ Linh: Gửi gió cho mây ngàn bay (Hãng phim Trẻ, 1994)